# Megaluropus agilis
Megaluropus agilis is een vlokreeftensoort uit de familie van de Megaluropidae. De wetenschappelijke naam van de soort is voor het eerst geldig gepubliceerd in 1889 door Hoeck.